# University of Nottingham
University of Nottingham er et forskningsuniversitet i den engelske by Nottingham i Storbritannien. Universitetet blev grundlagt i 1881.